# Веллблехпаласт
Веллблехпаласт (нем. Wellblechpalast) — это крытая ледовая арена, входящая в многоцелевой спортивный комплекс Спортфорум Хоэншёнхаузен (нем. Sportforum Hohenschönhausen), расположенная в столице Германии Берлине.
До 2008 года домашняя арена команды Айсберен Берлин, а сейчас женской и мужской юниорских команд Айсберен Берлин.

## История
В 1952 году муниципалитет Берлина предал часть земли спортсменам полиции, которые образовали команду «Динамо» Берлин.
В 50-е годы был заложен краеугольный камень сегодняшнего Дворца Веллблехпаласт. Была построена открытая ледовая арена, а после реконструкции арена была покрыта крышей из гофрированного железа, отсюда и название спортивного объекта Веллблехпаласт — «дворец из гофрированного железа».
Официально это название арена получила 6 октября 2001 года

## Спортивные мероприятия
- Чемпионат Европы по хоккею с шайбой среди юниорских команд 1995
- Группа М континентального кубка по хоккею с шайбой 1997/1998
- Группа А Первого дивизиона чемпионата мира по хоккею с шайбой среди молодёжных команд 2004
- Группа С кубка европейских чемпионов по хоккею с шайбой (женщины) 2006 года
- Группа F кубка европейских чемпионов по хоккею с шайбой (женщины) 2007/2008
- Группа E кубка европейских чемпионов по хоккею с шайбой (женщины) 2009/2010
- Суперфинал кубка европейских чемпионов по хоккею с шайбой (женщины) 2009/2010
- Международный турнир 5-и наций U19 2020[3]